# Орден Меча
Орден Меча (швед. Svärdsorden) — державна нагорода Королівства Швеції.
Орден був заснований в 1522 році королем Густавом I Вазою. Відновлений — 23 лютого 1748 р. Фредріком I. Підтверджений королем Адольфом Фредеріком. 26 листопада 1798 р. король Густав IV Адольф дав орденові новий статут.
Орденом Меча нагороджувалися тільки ті особи, хто відзначився на військовій службі. Число кавалерів ордену не обмежувалося. Орден Меча спочатку мав два ступені. У 1788 р. король Густав III встановив ще одну вищу ступінь ордену — це Великий хрест. Нагороджувалися ним ті, хто здобув над ворогом визначну перемогу. У даний час орден Меча поділений на шість ступенів: п'ять з них призначені для нагородження офіцерів; шостим — «Військовим хрестом» нагороджуються нижні військові чини (заснований в 1850 р.). Орден додатково має медаль заслуг (засновану в 1850 р.). Великим хрестом та хрестом командора I-го класу нагороджуються виключно генерали та полковники. Хрестами командора та лицаря I-го класу — тільки за військові подвиги. Орденом Меча лицарського ступеня нагороджуються офіцери у мирний час за вислугу 20 років (в офіцерському чині), у воєнний час — у скорочений термін, а поранених нагороджують цим знаком відмінності без обмеження певним терміном.

## Опис
Дана нагорода має гасло — «Для Вітчизни» лат. Pro Patria.
Для кавалерів двох вищих ступенів ордену існував особливий орденський однострій, який вони вдягали у встановлений день орденського свята, під час нагородження Командорською гідністю та для інших урочистих випадків.
Цей орден має ступені:
1. — Командор Великого Хреста (з ланцюгом)
2. — Командор I-го класу
3. — Командор
4. — Лицар I-го класу
5. — Лицар
6. Нагороди даного ордену мають ще військовий хрест та медаль заслуг.

## Галерея

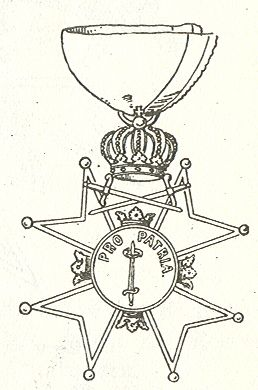
Модель ордену Меча 1522 р.
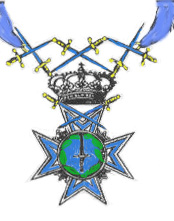
Модель ордену 1750 р.
прототип цієї нагороди - Мальтійський хрест
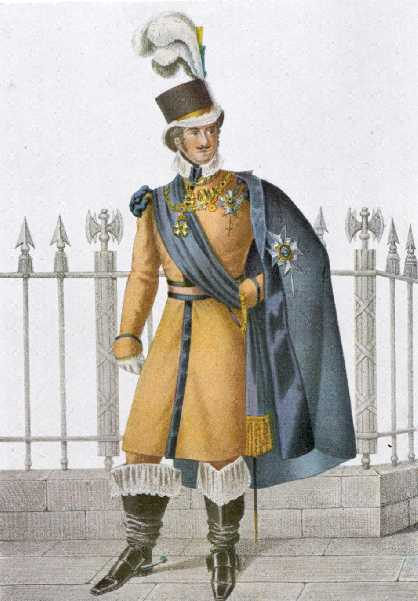
Однострій кавалера орден Меча
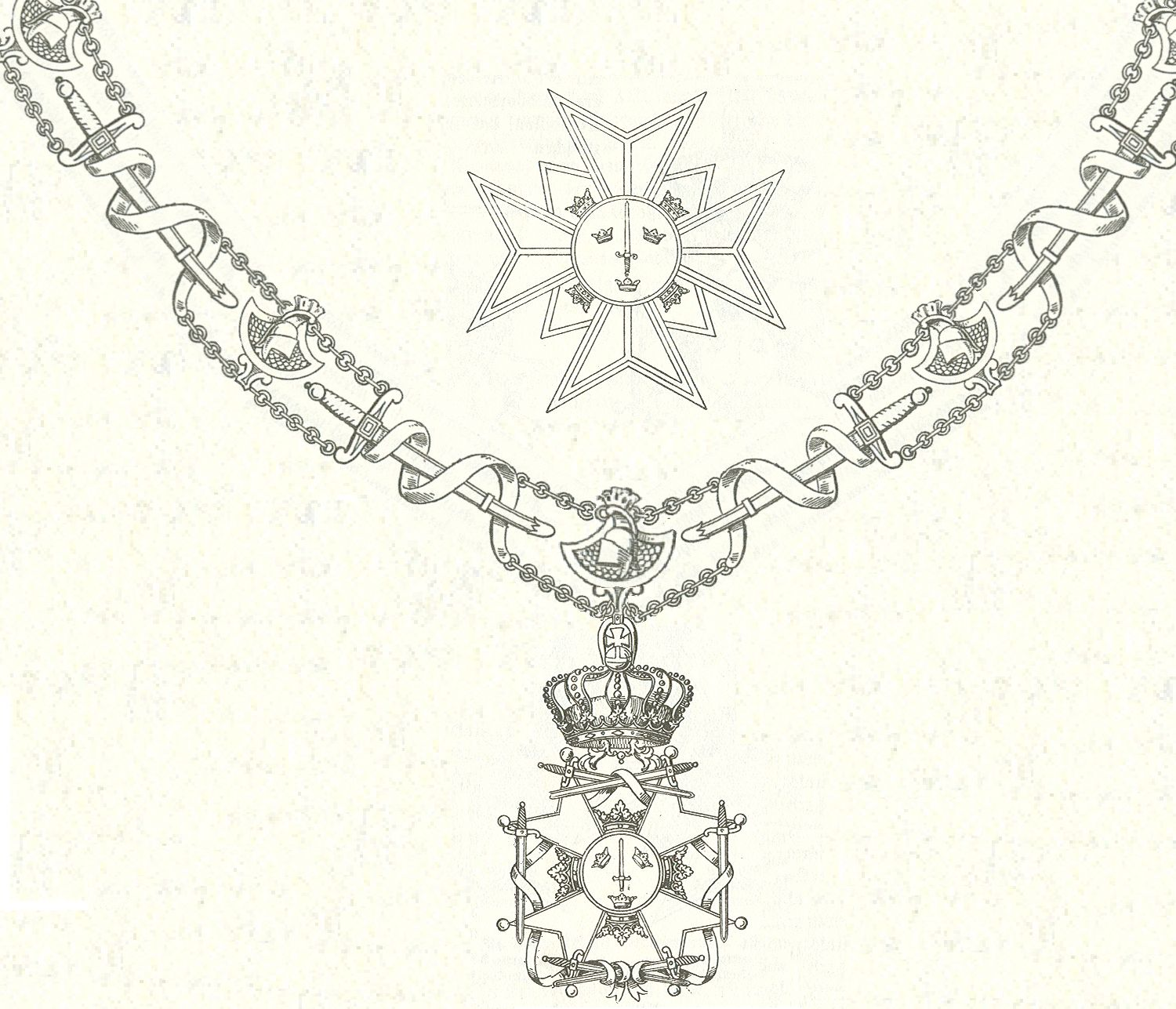
Знак, зірка та ланцюг ордену Меча Великого хреста
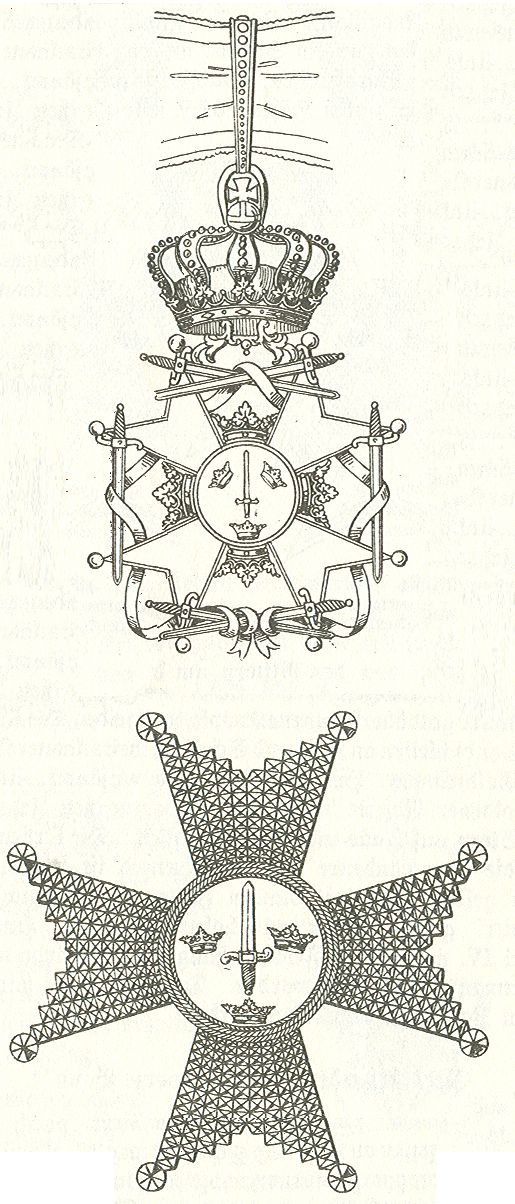
Знак і зірка ордену Меча, ступінь командора I-го класу
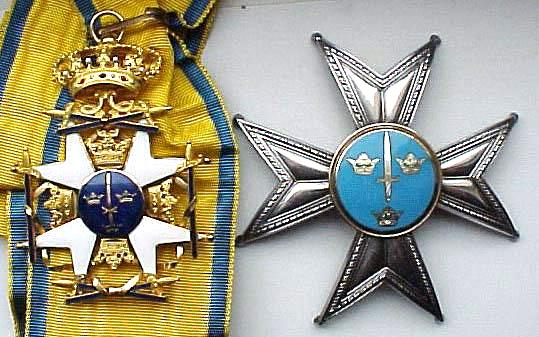
Знак ордену Меча Великого хреста на стрічці, і зірка ступеня командора I-го класу
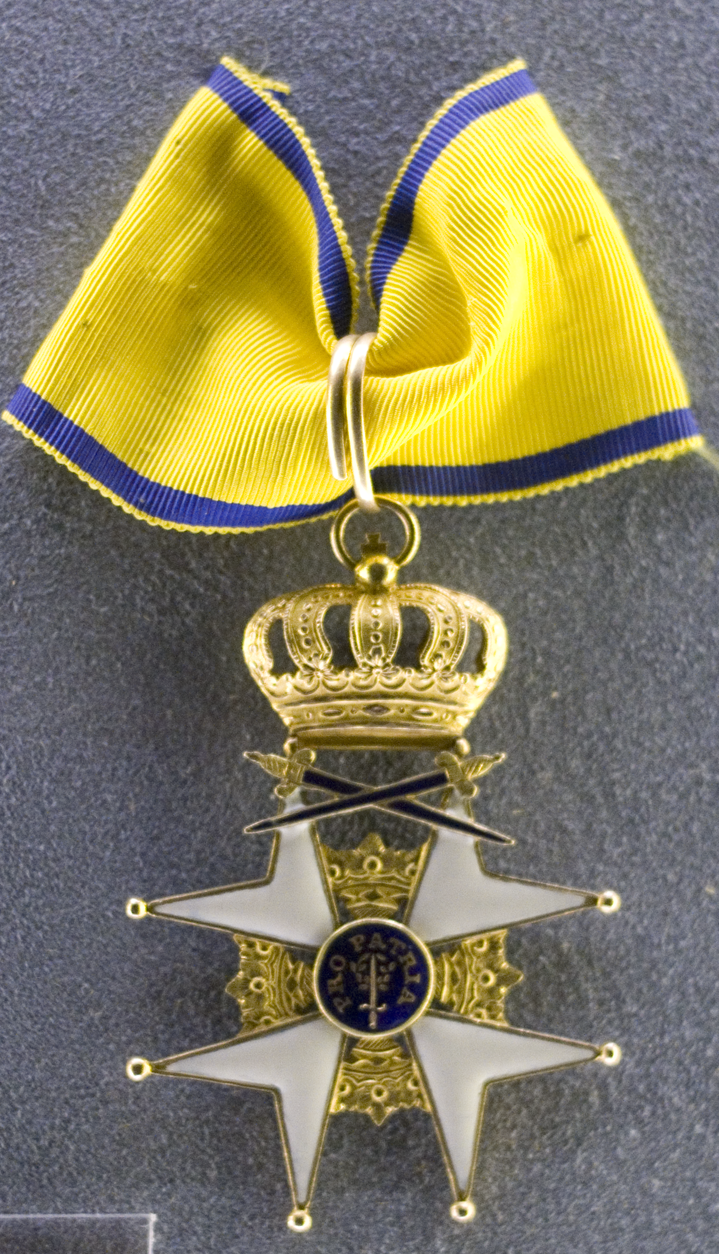
Знак ордену Меча Великого хреста

## Серед нагороджених відомі особи
- Артур Веллслі — британський полководець і державний діяч, учасник Наполеонівських війн
- Вільям Конгрів — піонер ракетної артилерії
- Юрій Лисянський — мореплавець українського походження на британській та російській морській службі, географ, океанограф
- Наполеон III — французький державний та політичний діяч, перший президент Другої Французької республіки
- Ергард Мільх — німецький воєначальник часів Другої світової війни, генерал-фельдмаршал Люфтваффе
- Герман Герінг — німецький політичний, державний і військовий діяч часів Другої світової війни, найближчий соратник Адольфа Гітлера, названий «наці номер два»
- Карл Густав Маннергейм — державний та військовий діяч Фінляндії
- Карл XVI Густаф — король Швеції з 1973 року.